# Pearcea
Pearcea es un género con 19 especies de plantas herbáceas perteneciente a la familia Gesneriaceae. Es originario de América.

## Descripción
Son plantas herbáceas perennifolias, generalmente con indumento visible, a veces con estolones, raramente con rizomas escamosos. Tallo erecto. Hojas decusadas, pecioladas, la lámina por lo general ( ovado -) lanceoladas, a menudo pilosas o hirsutas. Las inflorescencias en cimas congestionadas, pedunculados (rara vez sin pedúnculo), que salen de las axilas de hojas frondosas. Sépalos 5, connados basalmente. Corola doblada hacia abajo en la base, embudo estrecho a amplio, o ventricoso, más raramente urceoladoEl fruto es una cápsula una carnosa bivalva. Semillas muy numerosas, irregularmente estriadas, de color marrón o negro.

## Distribución y hábitat
Se distribuyen en las laderas orientales de los Andes y las tierras bajas adyacentes de Colombia a través del norte de Ecuador y Perú al noroeste de Bolivia, P. sprucei tiene la distribución más amplia, expandiéndose por casi  el rango total del género, incluyendo la vertiente occidental andina en Ecuador. Todas las otras spp. son mucho más locales, 13 spp. siendo endémicas a un solo país. El centro de diversidad son la N y C de la Amazonía ecuatoriana y centro de Perú.  Se presenta en la selva tropical de tierras bajas (por debajo de 700 metros ) en nebliselvas encima de los 2500 m, particularmente ricas en especies e individuos son los bosques montanos bajos. 

## Etimología
El nombre del género fue otorgado en honor de Richard William Pearce (~ 1835-1868 ), quien recolectó plantas en América del Sur para la empresa hortícola Veitch & Sons.

## Especies
| - Pearcea abunda - Pearcea bella - Pearcea bilabiata - Pearcea cordata - Pearcea fuscicalyx - Pearcea glabrata - Pearcea gracilis - Pearcea grandifolia - Pearcea hispidissima | - Pearcea hypocyrtiflora - Pearcea intermedia - Pearcea purpurea - Pearcea reticulata - Pearcea rhodotricha - Pearcea schimpfii - Pearcea sprucei - Pearcea strigosa |